# Lapão
Lapão là một đô thị thuộc bang Bahia, Brasil. Đô thị này có diện tích 638,317 km², dân số năm 2007 là 27509 người, mật độ 43,1 người/km².